# Hendrik Smits
Hendrik Hans Smits (* 9. Dezember 1907 in Tapaktuan, Niederländisch-Indien, heute Teil von Indonesien; † 12. September 1976 in Bussum) war ein niederländischer Steuermann im Rudern.

## Biografie

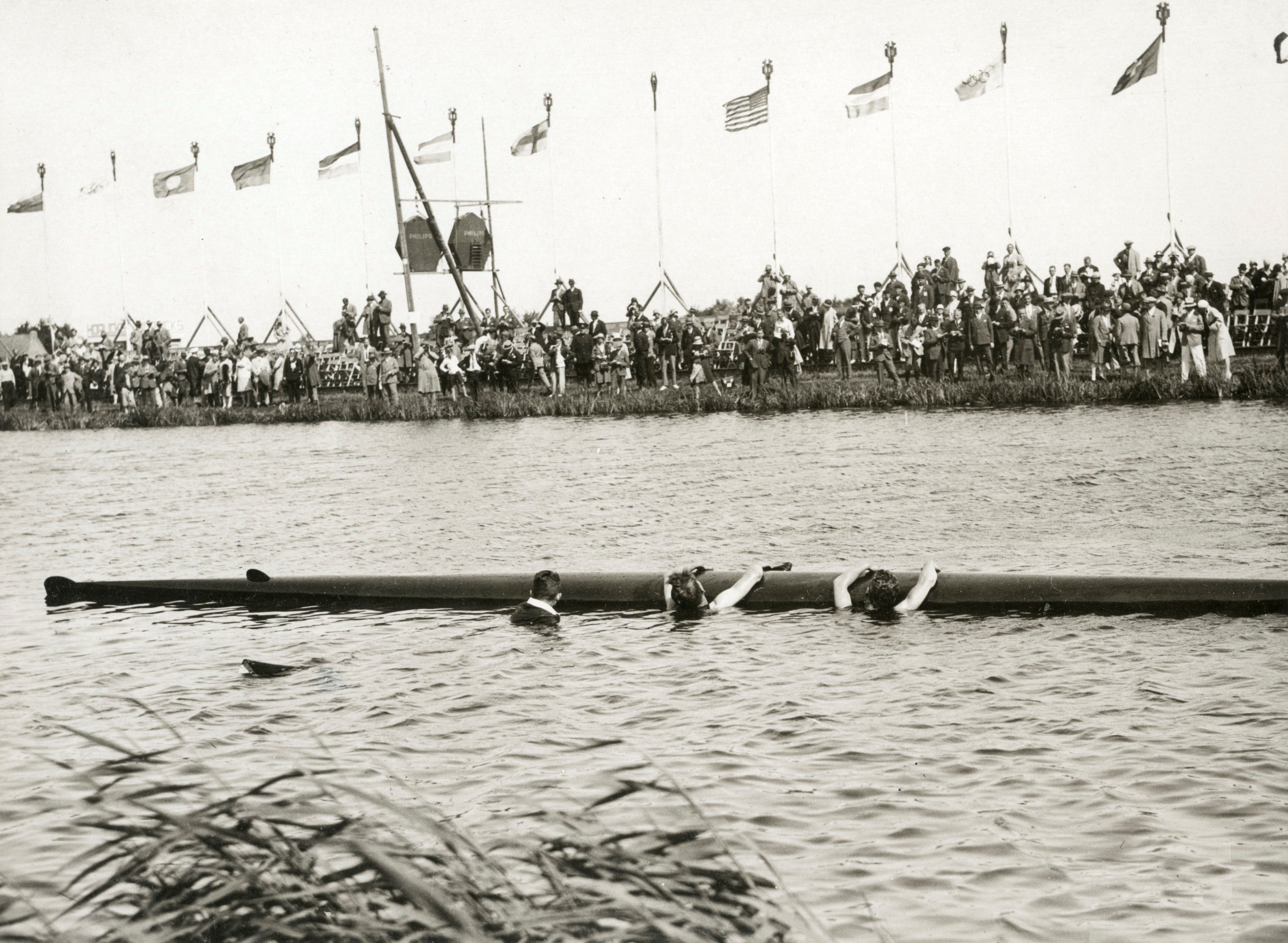
Der gekenterte niederländische Zweier mit Steuermann bei den Olympischen Spielen 1928

Hendrik Smits nahm bei den Olympischen Sommerspielen 1928 in Amsterdam zusammen mit Tjapko van Bergen und  Cornelis Dusseldorp in der Zweier mit Steuermann-Regatta teil. In ihrem ersten Lauf kenterte die Crew und schied somit aus.